# Zákeřná ebola
Zákeřná ebola (v anglickém originále The Hot Zone) je americká dramatická televizní minisérie, vycházející ze stejnojmenné faktografické knihy Richarda Prestona z roku 1994. Šest dílů minisérie bylo premiérově vysíláno od 27. května do 29. května 2019 na stanici National Geographic.

## Obsazení

### Hlavní role
| Julianna Margulies | dr. Nancy Jaaxová  |
| Noah Emmerich      | pplk. Jerry Jaax   |
| Liam Cunningham    | Wade Carter        |
| Topher Grace       | dr. Peter Jahrling |
| James D'Arcy       | Trevor Rhodes      |

### Vedlejší role
| Paul James          | Ben Gellis          |
| Nick Searcy         | Frank Mays          |
| Robert Wisdom       | plk. Vernon Tucker  |
| Robert Sean Leonard | Walter Humboldt     |
| Grace Gummer        | Melinda Rhodos      |
| Lenny Platt         | seržant Kyle Ormond |

## Seznam dílů
| Č. v seriálu | Původní název   | Český název   | Režie             | Scénář                                                                                  | Premiéra v USA  | Sledovanost v USA (v mil. diváků) |
| --- | --------------- | ------------- | ----------------- | --------------------------------------------------------------------------------------- | --------------- | --------------------------------- |
| 1 | Arrival         | Zásilka       | Michael Uppendahl | námět: James V. Hart scénář: James V. Hart, Jeff Vintar, Kelly Souders a Brian Peterson | 27. května 2019 | 1,38                              |
| Doktorka Nancy Jaaxová, expertka na nejnebezpečnější viry, dostává zásilku s mrtvou opicí a zjišťuje o možnému vypuknutí eboly na půdě USA. |                 |               |                   |                                                                                         |                 |                                   |
| 2 | Cell H          | Blok H        | Michael Uppendahl | námět: James V. Hart scénář: Brian Peterson, Jeff Vintar a James V. Hart                | 27. května 2019 | 1,26                              |
| Jaxxová se snaží společně s Petrem Jahrlingem zjistit, odkud pochází zdroj nákazy. |                 |               |                   |                                                                                         |                 |                                   |
| 3 | Charlie Foxtrot | Chaos         | Nick Murphy       | námět: James V. Hart scénář: James V. Hart a Kelly Souders                              | 28. května 2019 | 1,10                              |
| Když se zástupci různých agentur neshodnou na tom, jak zacházet s objevem Dr. Jaaxové, onemocní zaměstnanec ve výzkumném zařízení opic. Jaxxová si začíná uvědomovat, že existuje jen málo protokolů, které reagují na smrtící virus na americké půdě. |                 |               |                   |                                                                                         |                 |                                   |
| 4 | Expendable      | Postradatelní | Nick Murphy       | Brian Peterson a James V. Hart                                                          | 28. května 2019 | 1,00                              |
| Doktor Wade Cartertner je posedlý odhalením nebezpečí Eboly. Jaaxová hledá způsob, jak chránit jeho manželku, protože se obává, že se virus rozšířil na lidskou populaci, když onemocněl zaměstnanec z výzkumného zařízení.                            |                 |               |                   |                                                                                         |                 |                                   |
| 5 | Quarantine      | Karanténa     | Nick Murphy       | námět: James V. Hart scénář: Kelly Souders, Brian Peterson a James V. Hart              | 29. května 2019 | 1,01                              |
| Jaaxová je nucena si vybrat mezi svou rodinou a povinností vůči své zemi, protože neúnavně pracuje, aby zjistila, proč se virus chová jinak, než se očekávalo u lidských obětí. Ve výzkumném zařízení vznikají nepředvídaná nebezpečí.                 |                 |               |                   |                                                                                         |                 |                                   |
| 6 | Hidden          | Ve skrytu     | Michael Uppendahl | námět: Kelly Souders, Jeff Vintar a James V. Hart scénář: Kelly Souders a Jeff Vintar   | 29. května 2019 | 0,94                              |
| Ve výzkumném zařízení dochází k napjaté situaci. Vyčerpání ohrožuje přesnost potřebnou ke sterilizaci hrozby. Sousedé si uvědomují nebezpečí, jakmile dorazí tisk.                                                                                     |                 |               |                   |                                                                                         |                 |                                   |